# Din Piatra Craiului în Retezat
Din Piatra Craiului în Retezat este un film românesc din 1962 regizat de Ervin Szekler.